# Tomasz Kiełbowicz
Tomasz Kiełbowicz (Hrubieszów, 21 febbraio 1976) è un ex calciatore polacco, di ruolo difensore.

## Carriera
Nel 2001 si trasferisce al Legia Varsavia al Polonia Varsavia.

## Statistiche

### Cronologia presenze e reti in Nazionale
| Cronologia completa delle presenze e delle reti in nazionale ― Polonia | Cronologia completa delle presenze e delle reti in nazionale ― Polonia | Cronologia completa delle presenze e delle reti in nazionale ― Polonia | Cronologia completa delle presenze e delle reti in nazionale ― Polonia | Cronologia completa delle presenze e delle reti in nazionale ― Polonia | Cronologia completa delle presenze e delle reti in nazionale ― Polonia | Cronologia completa delle presenze e delle reti in nazionale ― Polonia | Cronologia completa delle presenze e delle reti in nazionale ― Polonia |
| Data                                                                   | Città                                                                  | In casa                                                                | Risultato                                                              | Ospiti                                                                 | Competizione                                                           | Reti                                                                   | Note                                                                   |
| ---------------------------------------------------------------------- | ---------------------------------------------------------------------- | ---------------------------------------------------------------------- | ---------------------------------------------------------------------- | ---------------------------------------------------------------------- | ---------------------------------------------------------------------- | ---------------------------------------------------------------------- | ---------------------------------------------------------------------- |
| 23-2-2000                                                              | Saint-Denis                                                            | Francia                                                                | 1 – 0                                                                  | Polonia                                                                | Amichevole                                                             | -                                                                      |                                                                        |
| 4-6-2000                                                               | Losanna                                                                | Paesi Bassi                                                            | 3 – 1                                                                  | Polonia                                                                | Amichevole                                                             | -                                                                      |                                                                        |
| 16-8-2000                                                              | Bucarest                                                               | Romania                                                                | 1 – 1                                                                  | Polonia                                                                | Amichevole                                                             | -                                                                      |                                                                        |
| 28-2-2001                                                              | Larnaca                                                                | Polonia                                                                | 4 – 0                                                                  | Svizzera                                                               | Amichevole                                                             | -                                                                      |                                                                        |
| 10-2-2002                                                              | Limassol                                                               | Polonia                                                                | 2 – 1                                                                  | Fær Øer                                                                | Amichevole                                                             | -                                                                      |                                                                        |
| 30-3-2005                                                              | Varsavia                                                               | Polonia                                                                | 1 – 0                                                                  | Irlanda del Nord                                                       | Qual. Mondiali 2006                                                    | -                                                                      |                                                                        |
| 27-4-2005                                                              | Chicago                                                                | Messico                                                                | 1 – 1                                                                  | Polonia                                                                | Amichevole                                                             | -                                                                      |                                                                        |
| 29-5-2005                                                              | Stettino                                                               | Polonia                                                                | 1 – 0                                                                  | Albania                                                                | Amichevole                                                             | -                                                                      |                                                                        |
| 1-6-2007                                                               | Łódź                                                                   | Polonia                                                                | 0 – 1                                                                  | Ungheria                                                               | Amichevole                                                             | -                                                                      |                                                                        |
| Totale                                                                 |                                                                        | Presenze                                                               | 9                                                                      |                                                                        | Reti                                                                   | 0                                                                      |                                                                        |

## Palmarès
- Ekstraklasa: 4

Polonia Varsavia: 1999-2000
Legia Varsavia: 2001-2002, 2005-2006, 2012-2013
- Coppa di Polonia: 4

Polonia Varsavia: 2000-2001
Legia Varsavia: 2007-2008, 2010-2011, 2011-2012
- Coppa di Lega polacca: 2

Polonia Varsavia: 2000
Legia Varsavia: 2002
- Supercoppa di Polonia: 2

Polonia Varsavia: 2000
Legia Varsavia: 2008